# Helsingborg Arena och Scen
Helsingborg Arena och Scen AB är ett kultur- och evenemangsbolag, ägt av Helsingborgs kommun. I bolaget ingår bland annat verksamheterna Helsingborgs stadsteater, Helsingborgs Symfoniorkester och Konserthus, Helsingborg Arena, Sofiero slott och slottsträdgård, Helsingborg Convention & Event Bureau, samt utomhusarenan Grytan. De olika verksamheterna inom områdena kultur, scenkonst, evenemang och idrott bedrivs lokalt, regionalt, nationellt och internationellt. Helsingborg Arena & Scen hade 214 fast anställda 2023. VD för bolaget är Jeanette Gustafsdotter.

## Bildgalleri

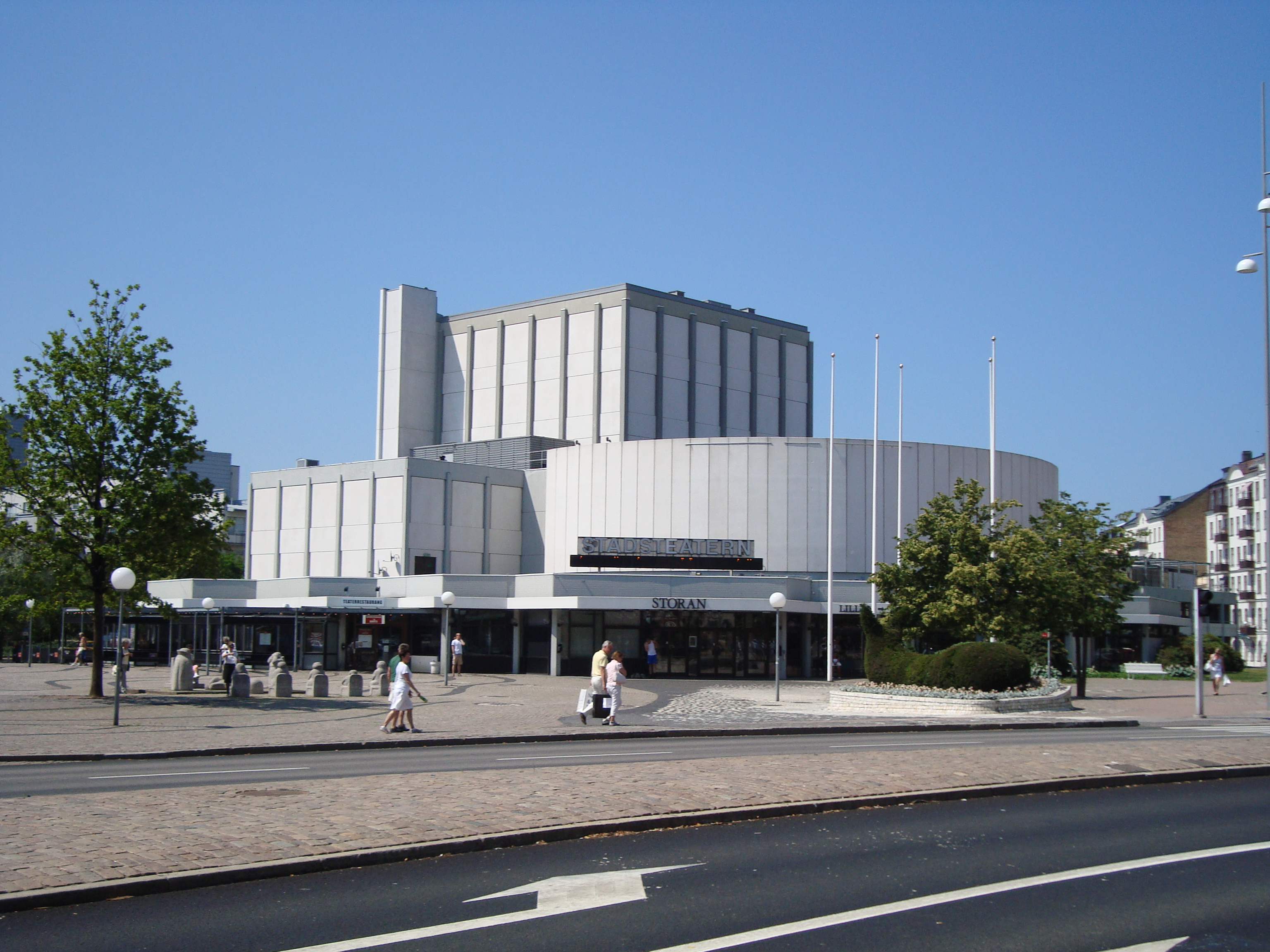
Helsingborgs stadsteater.
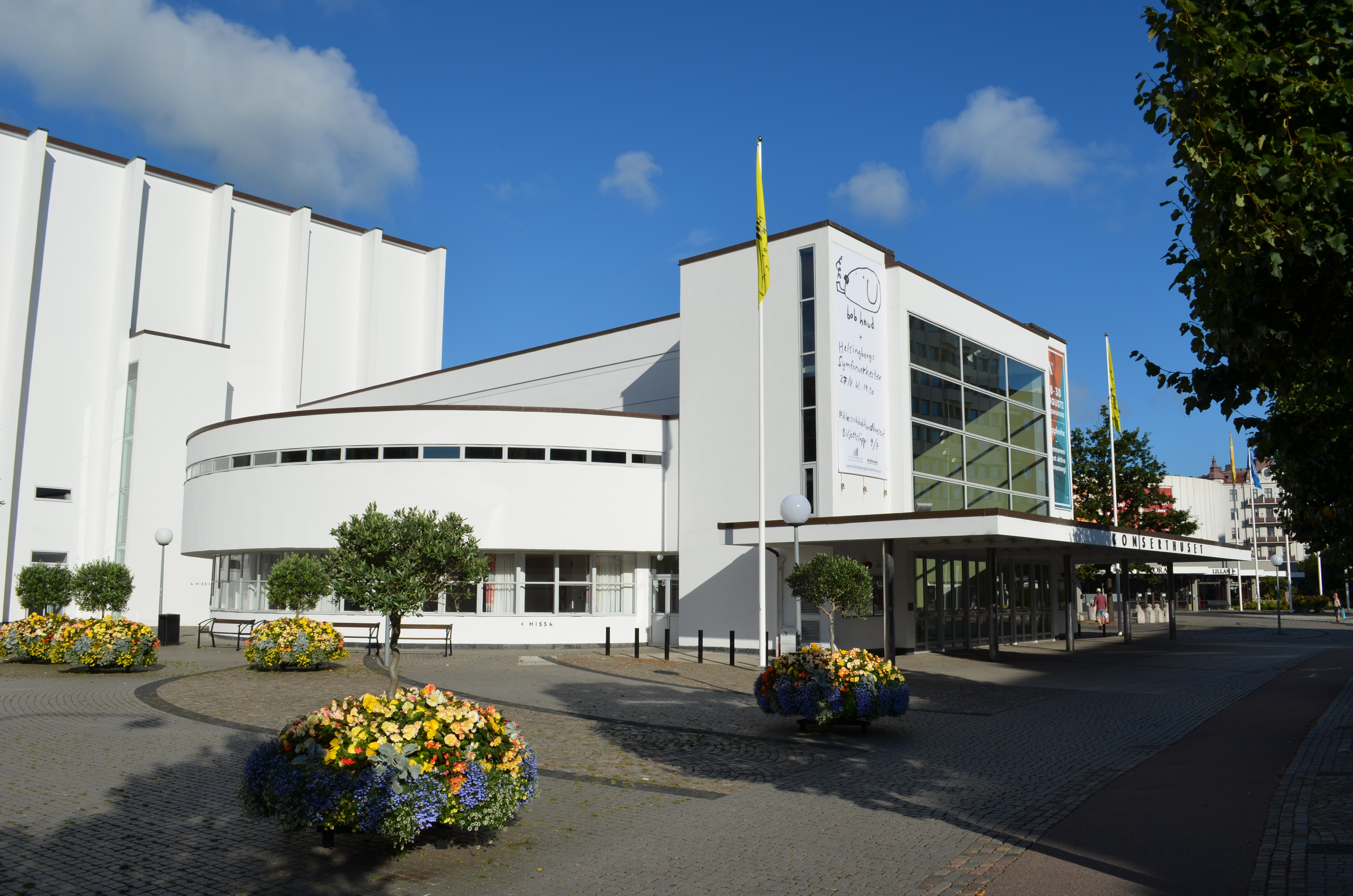
Helsingborgs konserthus.
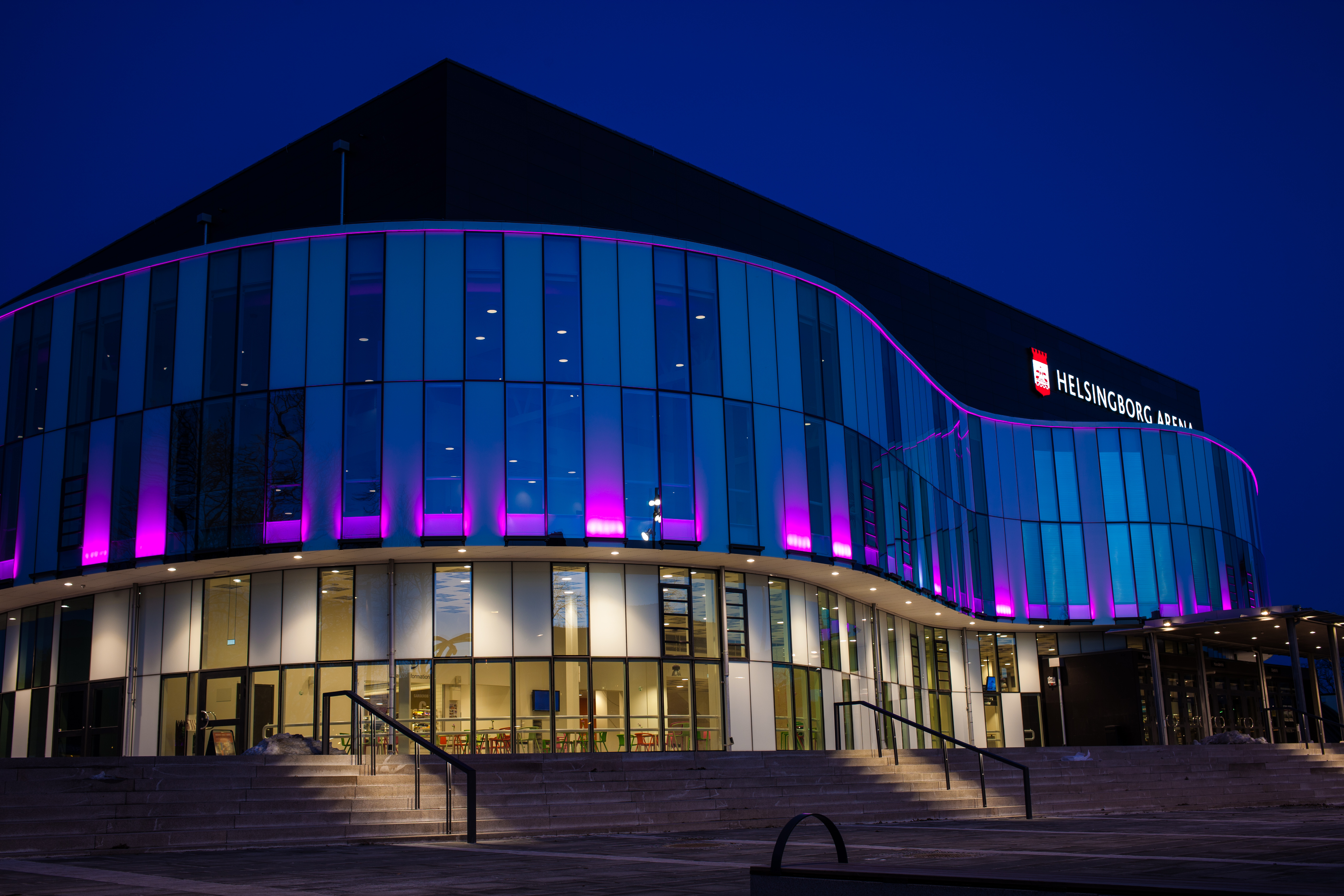
Helsingborg Arena.
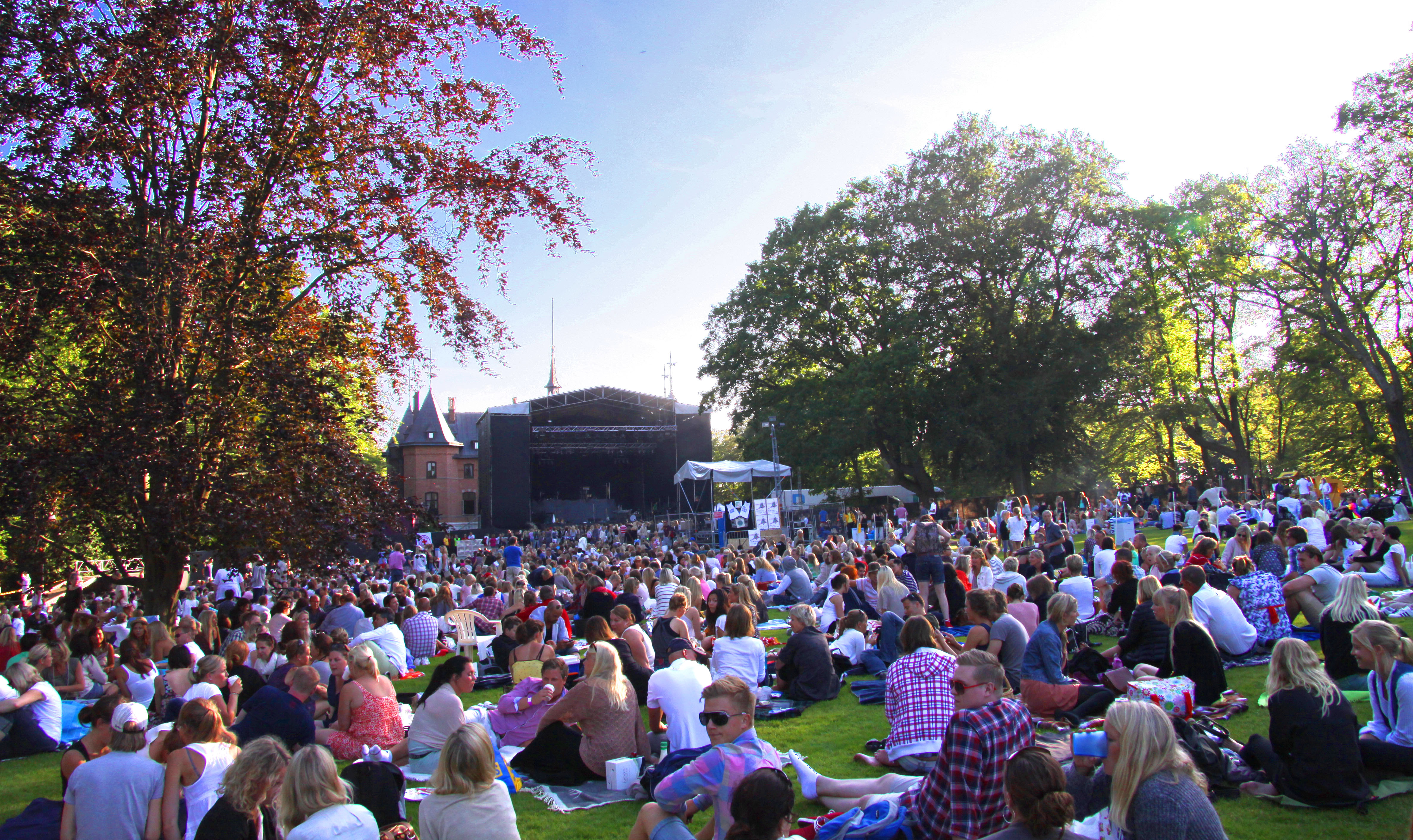
Konsert vid Sofiero slott.
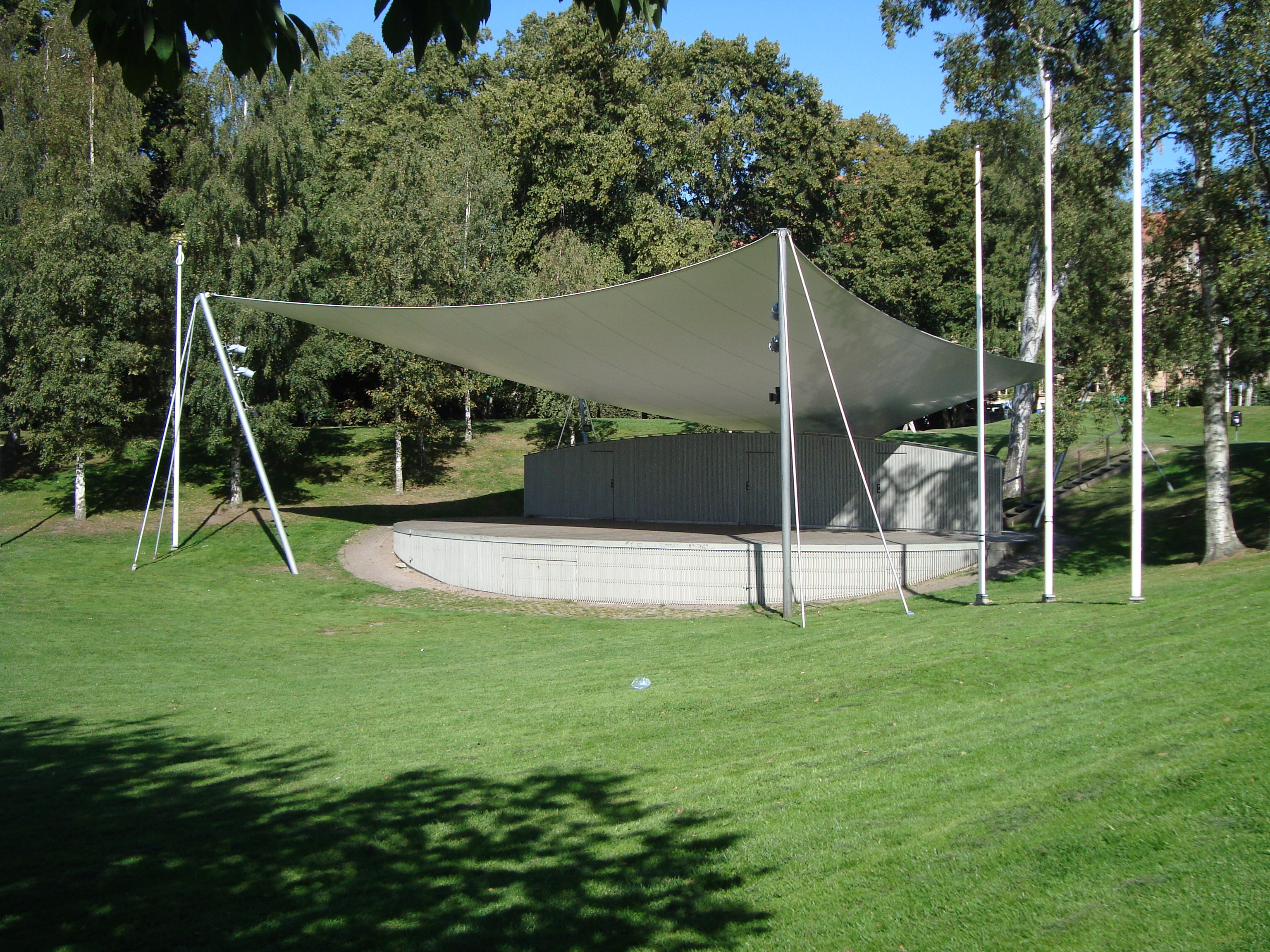
Utomhusscenen Grytan i Slottshagen.